# Julia Marino (Snowboarderin)
Julia Marino (* 11. September 1997 in Westport) ist eine US-amerikanische Snowboarderin. Sie startet in den Freestyledisziplinen.

## Werdegang
Marino nimmt seit 2011 an der Ticket to Ride World Snowboard Tour teil. Dabei erreichte sie in der Saison 2010/11 mit dem zweiten Platz im Slopestyle bei der New Hampshire Series am Loon Mountain und dem ersten Platz im Slopestyle bei der Southern Vermont Series in Okemo ihre ersten Podestplatzierungen.
Im März 2013 errang sie bei der U.S. Revolution Tour in Sun Valley und bei den nationalen Meisterschaften in Copper Mountain jeweils den dritten Platz im Slopestyle. In der Saison 2013/14 wurde beim Burton High Fives in Cardrona Sechste im Slopestyle und bei den Burton European Open in Laax und bei der U.S. Revolution Tour in Mammoth jeweils Vierte im Slopestyle. Die Saison beendete sie auf dem 19. Platz in der World Snowboard Tour Slopestylewertung auf dem sechsten Platz in der World Snowboard Tour Gesamtwertung.
Bei den Snowboard-Weltmeisterschaften 2015 am Kreischberg belegte sie den 19. Platz im Slopestyle. Im Februar 2015 errang sie bei der U.S. Revolution Tour in Mammoth den zweiten Platz im Slopestyle und den ersten Platz im Big-Air-Wettbewerb. Im selben Monat absolvierte sie in Park City ihr erstes Weltcuprennen. Sie kam dabei auf den 13. Platz im Slopestyle. In der Saison 2015/16 gewann sie beim U.S. Snowboarding Grand Prix und FIS-Weltcup in Boston im Big Air und errang den siebten Platz im Big Air beim Weltcup und Jamboree in Québec. Im März 2016 siegte sie im Slopestyle bei der U.S. Revolution Tour in Winter Park und holte bei den Snowboard-Weltmeisterschaften 2016 in Yabuli die Bronzemedaille im Slopestyle. Zudem wurde sie Fünfte im Big Air-Wettbewerb. Zum Saisonende belegte sie den 13. Platz im Freestyle-Weltcup und den ersten Rang im Big Air-Weltcup.
In der folgenden Saison 2017 kam sie bei neun Weltcupteilnahmen, sechsmal unter die ersten Zehn. Dabei errang sie in Mammoth den dritten Platz im Slopestyle, in Alpensia und in Québec jeweils den zweiten Platz im Big Air und siegte in Québec im Slopestyle. Sie belegte damit jeweils den dritten Platz im Big Air Weltcup und im Freestyle-Weltcup und den zweiten Platz im Slopestyle-Weltcup. Bei den Winter-X-Games 2017 in Aspen gewann sie die Bronzemedaille im Big Air und die Goldmedaille im Slopestyle. Im März 2017 holte sie bei den X-Games Norway in Hafjell die Bronzemedaille im Slopestyle und die Silbermedaille im Big Air. In der Saison 2017/18 errang sie im Weltcup in Copper Mountain den zweiten Platz im Big Air und in Québec den ersten Platz im Big Air und erreichte damit den siebten Platz im Freestyle-Weltcup und den dritten Platz im Big Air Weltcup. Zudem wurde sie Zweite im Slopestyle beim U.S. Snowboarding Grand Prix in Mammoth, Dritte im Slopestyle bei den Burton US Open in Vail und Erste im Big Air beim World Ski & Snowboard Festival in Whistler. Im Januar 2018 holte sie bei den Winter-X-Games in Aspen die Silbermedaille im Slopestyle. Bei den Olympischen Winterspielen 2018 in Pyeongchang im erstmals im Rahmen der olympischen Snowboard-Bewerbe ausgetragenen Big Air erreichte sie im Slopestyle den 11. Platz und am 22. Februar hinter Anna Gasser den zehnten Rang. Im Mai 2018 gewann sie bei den X-Games Norway in Fornebu die Silbermedaille im Big Air.
In der Saison 2018/19 gewann Marino den Weltcup in Québec im Big Air und im Slopestyle beim Total Fight in Grandvalira. Zudem wurde sie im Slopestyle bei der Winter Dew Tour in Breckenridge, bei den Burton US Open und im Big Air beim World Ski and Snowboard Festival in Whistler jeweils Zweite. Bei den Winter-X-Games 2019 errang sie den achten Platz im Slopestyle und bei den Snowboard-Weltmeisterschaften 2019 in Park City den 19. Platz im Slopestyle. Ende August 2019 holte sie bei den X-Games Norway die Bronzemedaille im Big Air. Es folgte im Januar 2020 im Slopestyle in Laax ihr fünfter Weltcupsieg. Bei den Winter-X-Games 2021 wurde sie Achte im Big Air und Vierte im Slopestyle. Im folgenden Jahr gewann sie bei den Olympischen Winterspielen in Peking die Silbermedaille im Slopestyle.

### Persönliches
Marino besuchte die St. Joseph High School in Trumbull, Fairfield County in Connecticut, wo sie Fußball spielte. Sie bekam über ihre Leistung im Fußball, auch ein Sport/Fußball Stipendium der Northwestern University, lehnte es aber aufgrund ihrer Snowboard Karriere ab.

## Erfolge
Saison 2010/11
- 1. Platz – Southern Vermont Series in Okemo, Slopestyle
- 2. Platz – New Hampshire Series am Loon Mountain, Slopestyle

Saison 2012/13
- 3. Platz – U.S. Revolution Tour in Sun Valley, Slopestyle
- 3. Platz – Nationale Meisterschaften in Copper Mountain, Slopestyle

Saison 2014/15
- 1. Platz – U.S. Revolution Tour in Mammoth, Big Air
- 2. Platz – U.S. Revolution Tour in Mammoth, Slopestyle

Saison 2015/16
- 1. Platz – U.S. Snowboarding Grand Prix und Snowboard-Weltcup in Boston, Big Air
- 1. Platz – U.S. Revolution Tour in Winter Park, Slopestyle
- 1. Platz – Big Air-Weltcup
- 3. Platz – Snowboard-Weltmeisterschaften 2016 in Yabuli, Slopestyle

Saison 2016/17
- 1. Platz – Winter-X-Games 2017 in Aspen, Slopestyle
- 1. Platz – Snowboard-Weltcup in Québec, Slopestyle
- 2. Platz – Snowboard-Weltcup in Alpensia, Big Air
- 2. Platz – Snowboard-Weltcup in Québec, Big Air
- 2. Platz – X-Games Norway 2017 in Hafjell, Big Air
- 2. Platz – Slopestyle-Weltcup
- 3. Platz – Winter-X-Games 2017 in Aspen, Big Air
- 3. Platz – U.S. Snowboarding Grand Prix und Snowboard-Weltcup in Mammoth, Slopestyle
- 3. Platz – X-Games Norway 2017 in Hafjell, Slopestyle
- 3. Platz – Freestyle-Weltcup
- 3. Platz – Big Air-Weltcup

Saison 2017/18
- 1. Platz – Snowboard-Weltcup in Québec, Big Air
- 1. Platz – World Ski & Snowboard Festival in Whistler, Big Air
- 2. Platz – Snowboard-Weltcup und U.S. Snowboarding Grand Prix in Copper Mountain, Slopestyle
- 2. Platz – U.S. Snowboarding Grand Prix in Mammoth, Slopestyle
- 2. Platz – Winter-X-Games 2018 in Aspen, Slopestyle
- 2. Platz – X-Games Norway 2018 in Fornebu, Big Air
- 3. Platz – Burton US Open in Vail, Slopestyle
- 3. Platz – Big Air-Weltcup

Saison 2018/19
- 1. Platz – Snowboard-Weltcup in Québec, Big Air
- 1. Platz – Total Fight in Grandvalira, Big Air
- 2. Platz – Winter Dew Tour in Breckenridge, Slopestyle
- 2. Platz – Burton US Open in Vail, Slopestyle
- 2. Platz – World Ski & Snowboard Festival in Whistler, Big Air
- 3. Platz – X-Games Norway 2019 in Fornebu, Big Air

Saison 2019/20
- 1. Platz – Snowboard-Weltcup in Laax, Slopestyle

Saison 2021/22
- 2. Platz – Olympische Winterspiele 2022 in Peking, Slopestyle